# Interdependenz
Interdependenz bedeutet wechselseitige Abhängigkeit (Dependenz). Unter „sozialer“ Interdependenz ist zu verstehen, dass Menschen in ihrem Dasein aufeinander eingestellt und angewiesen sind.
In der Wirtschaftstheorie spricht man von Interdependenz, wenn ökonomische Variablen sich wechselseitig beeinflussen. Beispiel: der Mitläufereffekt in der Haushaltstheorie.

## Arten von Interdependenzen
- Sachinterdependenzen
- Verhaltensinterdependenzen
- konkurrierende Interdependenzen: die optimalen Alternativen zweier Entscheider A und B sind nicht gleichzeitig realisierbar
- sich fördernde Interdependenzen: die Entscheidung von A für die beste eigene Alternative fördert die beste Alternative von Person B
- gepoolte Interdependenzen: mehrere Organisationseinheiten benutzen die gleiche begrenzte Ressourcenmenge
- Ethik der Interdependenz

## Wirtschafts- und Sozialwissenschaften

### Sozialpsychologie und Gruppendynamik
Siehe auch: Dependenzmodell in der Gruppendynamik
Als Abhängigkeit zwischen Personen spielt es eine besondere Rolle bei der Betrachtung von Beziehungen und Interaktionen in der Sozialpsychologie und in der Gruppendynamik. Eine Interdependenz ist hier eine wechselseitige Abhängigkeit zweier oder mehrerer Personen, d. h. das Verhalten von Person A hat Einfluss auf das Verhalten von B – letzteres hat wiederum eine Rückwirkung auf A. Beispiel: Frau und Mann, Leiter und Gruppe, Staat und Bevölkerung.
Im Gegensatz dazu ist eine Dependenz eine Abhängigkeit ohne Rückwirkung oder Gegenseitigkeit. Systemisch gesehen ist einseitige Dependenz eine begrenzte Betrachtung (zeitlich oder Subsystem). Bei erweitertem Blick zeigt sich immer eine Interdependenz.
Unter Konterdependenz versteht man eine gegen den anderen gerichtete Haltung, die in sich gleichzeitig auf einer Abhängigkeit beruht. Beispiel: AKW-Gegner und AKW-Betreiber bzw. Staat, Arbeitgeber und Gewerkschaften, Eltern und pubertierende Kinder.
Interdependenz existiert in einer Beziehungsform, wenn das Verhalten einer Person das der anderen bedingt und umgekehrt.

„Jedermann weiß, was es bedeutet, wenn ein Ding von einem anderen abhängt. Wenn aber dieses andere, zweite Ding im selben Maße vom ersten abhängt, so nennt man diese Beziehungsform interdependent.“

In seinem Buch Wie wirklich ist die Wirklichkeit versucht Paul Watzlawick seine Definition durch das Gefangenendilemma zu verdeutlichen.
Menschliche Situationen, die die Struktur des Gefangenendilemmas aufweisen, treten überall dort auf, wo Menschen sich in einem Zustand der Desinformation befinden, aber eine gemeinsame Entscheidung treffen müssen, wobei ihnen die Möglichkeit zur direkten Kommunikation fehlt.
Es gibt zwei Gründe dafür:
- Mangel an gegenseitigem Vertrauen
- physische Unmöglichkeit zu kommunizieren

Im realen Leben reicht das Vorliegen eines dieser Faktoren, um dieses Dilemma herbeizuführen. Interdependente Entscheidungen haben nur Aussicht auf Erfolg, wenn sie auf der Basis einer von beiden Partnern geteilten Wirklichkeitsauffassung beruhen, deren minimale Übereinkunft darin besteht, die Wirklichkeit nicht in einer zeitlich-kausalen Weise zu sehen. Das ist nur in raum- und zeitbegrenzten Abläufen möglich.
Interdependenzen zwischen Personen und Gruppen entstehen durch unterschiedliche Verteilung von Macht und Anerkennung. Auch eine gemeinsam und einvernehmlich beschlossene Aufteilung von Aufgaben erzeugt entsprechende Verantwortungsbereiche und bewirkt Dependenz und Interdependenz zwischen diesen Bereichen in Hinsicht auf die Gesamtaufgabe.
Diese Interdependenzen treten in Beziehungen zwischen Menschen in jeder Situation auf. Ein Ehepaar versucht gemeinsam durch das Leben zu gehen (= gemeinsame Aufgabe) oder die Abteilungen eines Unternehmens müssen ihre Interdependenzen beachten, um ein kundenorientiertes Produkt anbieten zu können.

### Politikwissenschaft
In der Politikwissenschaft findet der Begriff sowohl allgemein als auch speziell im Teilbereich Internationale Beziehungen Anwendung. Allgemein werden in der Politikwissenschaft wechselseitige Abhängigkeiten zwischen mindestens zwei Akteuren, politischen Prozessen oder Sachverhalten als Interdependenzen (bzw. interdependent) beschrieben. Im politikwissenschaftlichen Teilbereich Internationale Beziehungen bezeichnet Interdependenz wechselseitige Abhängigkeiten zwischen Staaten und gegebenenfalls auch weiteren (international relevanten) Akteuren, insbesondere solche, die die Souveränität der beteiligten Staaten/Akteure beeinflussen. Entsprechend dem Interdependenztheoretischen Ansatz nimmt die Interdependenz auf internationaler Ebene mit dem Grad der wirtschaftlichen Verflechtung und mit der Reichweite militärischer Waffen zu. Interdependenz und Veränderungen des Interdependenzniveaus sind vielfach mit ungleicher Verteilung von Kosten und Nutzen zwischen den beteiligten Akteuren verbunden.
Zur politikwissenschaftlichen Anwendung des Begriffs können generell verschiedene Formen der Interdependenz unterschieden werden:
- Ist die Abhängigkeit auf Seiten der beteiligten Akteure etwa gleich stark ausgeprägt, so kann die Interdependenz als symmetrisch beschrieben werden, asymmetrische Interdependenz liegt dementsprechend bei ungleicher Verteilung der Abhängigkeiten vor.
- Erfüllen Teile eines Systems wechselseitig Aufgaben füreinander, so liegt funktionale Interdependenz vor.
- Greifen mehrere Akteure auf einen Ressourcenpool zu, so wird das als gepoolte Interdependenz bezeichnet. Diese kann von sequentieller Interdependenz, bei welcher der Output eines Akteurs dem Input eines anderen Akteurs entspricht, unterschieden werden und erfordert gemeinsame Regeln der beteiligten Akteure.
- Hängen die Entscheidungen beteiligter Akteure wechselseitig voneinander ab, so liegt reziproke Interdependenz vor.

### Betriebswirtschaftslehre
Die komplexen Aufgaben von Industrie- und Dienstleistungsunternehmen erfordern eine gut durchdachte Aufgabenteilung. Dabei sind, neben der reinen effizienten Leistungserstellung, der Einsatz effizienter Informationsinstrumente, die Beachtung kultureller Gegebenheiten in verschiedenen Teilen unserer Erde sowie Umweltziele eine große Herausforderung.
Aufgrund der komplexen Interdependenzen, die durch die Aufgabenteilung in international tätigen Unternehmen auftreten, ist die Unternehmensführung besonders auf professionelle Steuerungs- und Koordinationsinstrumente angewiesen. Diese sollen alle Unternehmensteile auf das Unternehmensziel ausrichten.
Das koordinationsorientierte Controlling hat solche Instrumente sowie weiterführende Lösungsansätze herausgearbeitet.
Maßgeblichen Anteil bei der Handhabung von Interdependenzen in Unternehmen hat ferner der Einsatz integrierter, abteilungs- bzw. unternehmensübergreifender Anwendungssoftware (integrierte Anwendungssysteme).

### Ethik
Es gehört nach existential-phänomenologischer Auffassung zur menschlichen Daseinsweise, dass wir uns immer im Verhältnis zu anderen Menschen befinden. Knud Ejler Løgstrup zufolge sind alle diese Relationen geprägt von Interdependenz, gegenseitiger Abhängigkeit, d. h., dass alle menschlichen Relationen das gegenseitige Ausüben von Macht beinhalten. Die elementare Form von Macht kann die Macht der persönlichen Verhältnisse genannt werden. Auf der grundlegenden Ebene besteht Interdependenz darin, dass wir uns zu anderen Menschen nicht persönlich verhalten können – mit Ihnen kommunizieren, mit ihnen umgehen –, ohne uns auszuliefern. Sich an einen anderen zu wenden, ihn anzusprechen, schließt die Erwartung ein, von dem anderen ernst genommen zu werden und Antworten zu erhalten. Eine solche Erwartung ist eine Entblößung, eine Selbstauslieferung. Und in der Selbstauslieferung des Einen liegt die Macht des Anderen.